# Inteligenca (socialni sloj)
Inteligenca (izobraženci/izobraženstvo, razumniki/razumništvo, intelektualci) je statusni sloj, ki ga sestavljajo univerzitetno izobraženi ljudje neke družbe. Njihovo umsko delo obsega kritiko, načrtovanje in vodenje politike in kulture svojega prostora. To so znanstveniki, akademiki, učitelji, novinarji in pisatelji, ki se dojemajo v navidezni opoziciji z vlado, trgovino in vojsko. Google Ngram Viewer kaže  porast izraza na začetku 20. stoletja. Zahodni jeziki besedo uporabljajo citatno, kot pojem, ki se nanaša na rusko družbo. 

## Zgodovinsko ozadje
Izraz inteligencja je v 19. stoletju skoval poljski filozof Bronisław Trentowski za univerzitetno izobraženi in strokovno dejavni sloj domoljubnega poljskega meščanstva, ki Poljski zagotovi moralno in politično vodstvo proti kulturni hegemoniji ruskega imperija. V predrevolucijski Rusiji je izraz inteligenca označeval univerzitetno izobražene in prosvetljene ljudi, ki naj v ruski politiki prevzamejo vodilne vloge.
V Vzhodni Evropi so bili intelektualci na družbenem obrobju in niso imeli enakega političnega vpliva  kot intelektualci v Zahodni Evropi, kjer so lažje dostopali do vzvodov družbene moči.
V 19. in 20. stoletju se je sociološki pojem inteligenca uveljavil za družbeni sloj v državah Srednje in Vzhodne Evrope. Na Poljskem so to bili kritični misleci, ki so se izobraževali na univerzah, v Rusiji pa nihilisti, ki so v imenu razuma in napredka nasprotovali tradicionalnim vrednotam. Sociolog Pierre Bourdieu je intelektualce delil na tiste, ki ustvarjajo praktično in teoretično znanje, in tiste, ki ustvarjajo kulturni kapital.

## Ruska inteligenca
V času ruskega imperija je bila inteligenca kombinacija mesijanstva in intelektualnega elitizma, ki jo je filozof Isaiah Berlin opisal kot "največji ruski prispevek k družbenim spremembam na svetu." Inteligenca mu ni pomenila istega kot pojem intelektualci: inteligenca je vsebovala pomen posvečenosti, kot nekakšno posvetno duhovništvo, ki se posveča širjenju posebnega odnosa do življenja. Inteligenca je bila nosilka razsvetljenskega pojma napredka. Liberalsko politično gibanje je bilo večinoma iz intelektualcev, svoj vpliv so širili s časopisjem. Prvotno so inteligenco sestavljali izobraženi plemiči, po letu 1861 pa so začeli prevladovati deklasiranci.
Boljševiki inteligence niso imeli za pravi družbeni razred, ampak za sloj. Lenin je bil do razrednega značaja inteligence odločno kritičen in posledično je ruska revolucija leta 1917 razdelila inteligenco in družbene razrede Ruskega imperija. Pri reorganizaciji ruske družbe so boljševiki neboljševiško inteligenco obravnavali kot razredne sovražnike in jih izločili iz družbe z deportacijo na filozofskih parnikih, prisilnim delom v gulagu in usmrtitvijo.
V času stalinističnih represij se je izoblikovala nova, tako imenovana sovjetska inteligenca. Stalin in njegovi svetovalci so menili, da mora partija za izgradnjo močnega komunističnega naroda spodbujati visokošolsko izobraževanje, da bo izobraženi proletariat lahko zastopal svoje interese in okrepil socialistično retoriko. V tem kontekstu postane pridobitev visokošolske izobrazbe ključnega pomena za poklicno napredovanje v sovjetskih državah in zaznamuje položaj osebe v družbeni strukturi. Ena od prednosti komunistične retorike je znatno povečanje stopnje pismenosti, ki je leta 1939 znašala 81 odstotkov.

### Postsovjetsko obdobje
V postsovjetskem obdobju so pripadniki nekdanje sovjetske inteligence pokazali različen odnos do komunistične oblasti. Medtem ko se je starejša generacija inteligence poskušala opredeliti kot žrtev, mlajša generacija, ki je bila ob razpadu Sovjetske zveze stara 30 let, v svojih samopripovedih ni namenila toliko prostora represivni izkušnji.  Po razpadu Sovjetske zveze sta se priljubljenost in vpliv inteligence znatno zmanjšala. Za postsovjetsko inteligenco je posledično značilno, da čuti nostalgijo po zadnjih letih Sovjetske zveze, ki jih pogosto šteje za zlato dobo inteligence.

#### Množična inteligenca
V 20. stoletju so sociologi iz statusnega izraza inteligenca izpeljali izraz množična inteligenca, s katerim so opisali populacijo izobražnih posameznikov z diskrecijskim dohodkom, ki se ukvarjajo z intelektualnimi interesi po raznih kulturnih združenjih. Ta sociološki izraz je začel uporabljati pisatelj Melvyn Bragg, ki je dejal, da množična inteligenca pojmovno pojasnjuje priljubljenost knjižnih društev in literarnih festivalov, ki bi sicer večino ljudi iz srednjega in delavskega razreda intelektualno ne zanimalo.

## Slovensko izobraženstvo
Slovensko izobraženstvo se je izoblikovalo počasneje, na kar so v srednjem veku vplivali predvem samostani, kasneje pa tudi evropske univerze v Pragi, Krakovu in na Dunaju. Možnosti izobraževanja so se znatno izboljšale ob nastanku jezuitskih kolegijev ob koncu 16. in v 17. stoletju, kar je še dodatno vplivalo na velik odstotek duhovnikov med slovenskim izobraženstvom in lažji dostop do izobrazbe kmečkim slojem. Delež izobražencev iz le-tega se je  znatno povečal v 19. stoletju, ko so med slovenskim izobraženstvom prevladovali pravniki, bogoslovci, medicinci, filozofi in tehniki. Tako so Slovenci že do 1. svetovne vojne izoblikovali pestro strukturirano plast izobražencev, ki je lahko zadostila potrebam po duhovnih, pravniških, humanističnih, zdravstvenih in tehničnih poklicih.
Od konca 18. stoletja so prav izobraženci imeli osrednjo vlogo v slovenskem narodnem življenju in narodnopolitičnem gibanju ter je bilo njun najpomembnejši pobudnik, organizator in usmerjevalec. Ker je glavni dejavnik pri nastanku slovenskega naroda bil jezik, ki so ga gojili slovenski izobraženci, in ne sama država, je prav zahteva po lastnih državnih okvirih karaktezirala pot k suvereni slovenski državi in potrjevanju narodne identitete.
Slovenska humanistična inteligenca je že med obema svetovnima vojnama v veliki meri vplivala na javnost. Za začetek tehnične inteligence je Marko Kos postavil mejnik čas po drugi svetovni vojni, ko se je inženirski sloj tako okrepil, da je prevzel industrializacijo in sam začel proizvajati izdelke brez licenc in tujih instruktorjev. Hkrati so se pojavili tudi prvi intelektualci umetnosti in družbenih ved, ki so z liberalnimi ideji pričeli spreminjati komunistično doktrino.